# Borawskie (Olecko)
Borawskie (deutsch Borawsken, 1938–1945 Deutscheck (Ostpr.)) ist ein Dorf in der polnischen Woiwodschaft Ermland-Masuren, das zur Stadt-und-Land-Gemeinde Olecko (Marggrabowa, umgangssprachlich auch Oletzko, 1928–1945 Treuburg) im Powiat Olecki (Kreis Oletzko, 1933–1945 Kreis Treuburg) gehört.

## Geographische Lage
Borawskie liegt im äußersten Osten der Woiwodschaft Ermland-Masuren, elf Kilometer nordöstlich der Kreisstadt Olecko. Die östliche Ortsgrenze war einst die deutsch-polnische Staatsgrenze, und nur einen Kilometer weiter in östlicher Richtung verläuft heute die Woiwodschaftsgrenze zwischen Ermland-Masuren und Podlachien.

## Geschichte
Der damals Boraffscken, nach 1785 mit Zusatzbezeichnung Groß Borawsken, bis 1938 nur noch Borawsken genannte Ort wurde im Jahr 1567 gegründet. Zwischen 1874 und 1945 war das Dorf in den Amtsbezirk Mierunsken (polnisch Mieruniszki) eingegliedert, der – 1938 in Amtsbezirk Merunen umbenannt – zum Kreis Oletzko (1933–1945 Kreis Treuburg) im Regierungsbezirk Gumbinnen der preußischen Provinz Ostpreußen gehörte. 1874 wurde der Ort außerdem dem Standesamt Mierunsken zugeordnet, dann aber 1913 zum Standesamt Sczeczinken (1916–1945 Eichhorn, polnisch Szczecinki) überführt.
Zusammen mit dem Ortsteil Klein Borawsken (polnisch Borawskie Małe) betrug die Einwohnerzahl im Jahre 1910 insgesamt 608. Sie verringerte sich bis 1933 auf 465 und belief sich 1939 noch auf 405.
Aufgrund der Bestimmungen des Versailler Vertrags stimmte die Bevölkerung im Abstimmungsgebiet Allenstein, zu dem Borawsken gehörte, am 11. Juli 1920 über die weitere staatliche Zugehörigkeit zu Ostpreußen (und damit zu Deutschland) oder den Anschluss an Polen ab. In Borawsken stimmten 426 Einwohner für den Verbleib bei Ostpreußen, auf Polen entfiel keine Stimme.
Am 3. Juni (amtlich bestätigt am 16. Juli) des Jahres 1938 wurde Borawsken aus politisch-ideologischen Gründen der Abwehr fremdländisch klingender Ortsnamen in Deutscheck (Ostpr.) umbenannt.
In Kriegsfolge kam das Dorf 1945 mit dem gesamten südlichen Ostpreußen zu Polen und führt seither die polnische Namensform Borawskie. Heute ist der Ort Sitz eines Schulzenamtes (polnisch sołectwo) und somit eine Ortschaft im Verbund der Stadt-und-Land-Gemeinde Olecko (Marggrabowa, 1928–1945 Treuburg) im Powiat Olecki (Kreis Oletzko, 1933–1945 Kreis Treuburg), bis 1998 der Woiwodschaft Suwałki, seitdem der Woiwodschaft Ermland-Masuren zugeordnet.

## Religionen
Bis 1945 war Borawsken in die evangelische Pfarrei Mierunsken/Eichhorn zugehörig zum Pfarrsprengel Eichhorn (Szczecinki), in der Kirchenprovinz Ostpreußen der Evangelischen Kirche der Altpreußischen Union sowie in die katholische Pfarrkirche Marggrabowa (Oletzko/Treuburg) im Bistum Ermland eingepfarrt.
Heute gehört Borawskie zur katholischen Pfarrei Szczecinki im Bistum Ełk (deutsch Lyck) der Römisch-katholischen Kirche in Polen bzw. zur evangelischen Pfarrei in Suwałki in der Diözese Masuren der Evangelisch-Augsburgischen Kirche in Polen.

## Verkehr
Borawskie liegt verkehrsgünstig nahe der Woiwodschaftsstraße DW 653 (zwischen 1939 und 1944 Teilstück der deutschen Reichsstraße 127) und ist von Bakałarzewo aus über eine Nebenstraße in Richtung Plewki (Plöwken) zu erreichen. Eine Bahnanbindung besteht nicht.